# Cleantis chilensis
Cleantis chilensis is een pissebed uit de familie Holognathidae. De wetenschappelijke naam van de soort is voor het eerst geldig gepubliceerd in 1962 door Menzies.